# Autobusna linija br. 116 u Zagrebu
Linija 116 (Ljubljanica – Podsused most) dnevna je i noćna autobusna linija u Zagrebu.
Prometuje na trasi: Ljubljanica – Zagrebačka avenija – Ljubljanska avenija – Ulica Velimira Škorpira – Samoborska cesta – Podsused most
Povezuje industrijske i trgovačke zone na Jankomiru s dva terminala: Ljubljanicom gdje se ostvaruje presjedanje na tramvaj i Podsusedom odakle se može nastaviti putovanje javnim prijevozom do Zaprešića (vlakom i autobusom ZET-a) i Samobora (autobusom Samoborčeka).

## Vanjske poveznice
- Vozni red linije 116

1. ↑  Datoteke u GTFS formatu. zet.hr. Pristupljeno 5. lipnja 2025. - Sadrži informacije tijela javne vlasti u skladu s Otvorenom dozvolom